# Allium bidentatum
Allium bidentatum là một loài thực vật có hoa trong họ Amaryllidaceae. Loài này được Fisch. ex Prokh. & Ikonn.-Gal. mô tả khoa học đầu tiên năm 1929.